# 平和運動
平和運動（へいわうんどう）とは、主に侵略・戦争・虐殺・兵器開発などに反対し、通常平和主義を通して世論や政府に訴えて非暴力的な政策に変更させるなどして平和を実現することを目的とした政治的な運動である。

## 概説
国家間で引き起こされる戦争に限らず、国内の内乱に対しても行なわれるが、運動の参加者はその紛争問題の第三者が多い。単に政治活動で政府に政策の変更を迫るだけでなく、赤十字活動や国境なき医師団のような戦争による難民の保護活動や負傷者の救護活動、地雷の撤去などの活動も含む幅広い概念である。
平和運動の源泉となる思想は平和主義である。平和主義という思想は非常に幅広い考えを包括する思想なので特定のイデオロギーと関係しているわけではない。そのため、時代や場所によって平和運動に従事する人々の持つイデオロギーや基盤となる価値観は常に変わりうる。このため、第一次世界大戦で反戦を訴え兵役拒否を推奨したアインシュタインが、第二次世界大戦では反枢軸国のために「兵役拒否は許されない」と訴えるなど、一見変節に見えるような事態が起こった。
なお、平和運動以外にも戦争の回避や抑制を目的とする考え方や手段が複数あるので、以下にその具体例を挙げる。詳細は本項と併せて参照。
- 汝平和を欲さば、戦への備えをせよ
- 孫子
- 勢力均衡 - 脅威均衡
- 抑止力
- 安全保障#国際安全保障体制の理論
  - 集団防衛
  - 集団安全保障
  - 相互確証破壊
  - 核抑止

## 主な平和運動
- イスラエルの主な平和運動組織にピース・ナウがあり1982年のレバノン内戦時には40万人の平和行進を組織したことがあり、停戦に貢献したとされている。
- ノーベル平和賞
- マハトマ・ガンディー

## 平和運動団体

### 世界
- 核軍縮キャンペーン
- 軍縮NGO
- 世界平和評議会
- 婦人国際平和自由連盟(WILPF)
- 中国人民平和軍縮協会
- 国際平和ビューロー(IPB)
- 核戦争防止国際医師会議(IPPNW)
- 地雷禁止国際キャンペーン
- 核兵器廃絶国際キャンペーン(ICAN)

### 日本
- 原水爆禁止日本協議会
- 原水爆禁止日本国民会議
- 原爆ドーム合作絵画の会
- 核兵器禁止平和建設国民会議
- 日本平和委員会
- 日本平和大会
- 九条の会
- 「平和への結集」をめざす市民の風
- 世界平和アピール七人委員会
- 日本宗教者平和協議会

### チュニジア
- チュニジア国民対話カルテット